# Kuktosh Rudaki
Der Futbolniy Klub Kuktosh Rudaki ist ein tadschikischer Fußballklub mit Sitz in dem Distrikt Rudakij. Aktuell spielt der Verein in der zweiten Liga, der Tajik First Division.

## Erfolge
- Tadschikischer Zweitligameister: 2017

## Stadion
Der Verein trägt seine Heimspiele im Stadion Neftyanik in Rudakij aus. Das Stadion hat ein Fassungsvermögen von 6000 Personen.

## Saisonplatzierung
| Saison | Liga                 | Level | Platz | Tajik Cup     |
| ------ | -------------------- | ----- | ----- | ------------- |
| 2018   | Wysschaja Liga       | 1     | 3.    |               |
| 2019   | Wysschaja Liga       | 1     | 6.    | Achtelfinale  |
| 2020   | Wysschaja Liga       | 1     | 7.    | Viertelfinale |
| 2021   | Wysschaja Liga       | 1     | 9. ▼  | Achtelfinale  |
| 2022   | Tajik First Division | 2     | 2. ▲  | 2. Platz      |
| 2023   | Wysschaja Liga       | 1     | 4.    |               |
| 2024   | Wysschaja Liga       | 1     | 12. ▼ |               |
| 2025   | Tajik First Division | 2     |       |               |

## Trainer
| Trainer                 | Nation                 | von                | bis               |
| ----------------------- | ---------------------- | ------------------ | ----------------- |
| Khikmatullo Sharipov    | Tadschikistan          | 18. September 2019 | 31. Dezember 2019 |
| Khakim Fuzaylov         | Tadschikistan Russland | 1. Januar 2020     | 19. Februar 2020  |
| Rakhmatullo Fuzaylov    | Tadschikistan Russland | 1. Januar 2020     | 1. Januar 2021    |
| Makhmadjon Khabibulloev | Tadschikistan          | 1. Juli 2020       | 12. Februar 2021  |
| Khikmatullo Sharipov    | Tadschikistan          | 6. März 2021       | ?                 |
| Takhirdzhon Muminov     | Tadschikistan          | 28. Januar 2022    | ?                 |